# خدا، شاه، میهن
خدا، شاه، میهن یکی از شعارهای خاندان پهلوی بود. این شعار را معمولاً بر سر در پادگان‌ها و ادارات می‌نوشتند.
در مخالفت با این شعار در سال‌های انقلاب متقابلاً شعار «خدا، قرآن، خمینی» سر داده می‌شد و همچنین شعارهای دیگری همچون «خدا، اسلام، میهن» و «خدا، پیامبر، امام» ابداع شد.

## کنار گذاشته شدن شعار
در سال ۱۳۵۷ و پس از انحلال رژیم پهلوی، این شعار ممنوع شد.